# Natrofilite
La natrofilite è un minerale.